# Afdera (ville)
Pour les articles homonymes, voir Afdera.
Afdera (en afar Afxeera, parfois retranscrit Afrera) est une localité du nord-est de l'Éthiopie, située dans la zone 2 de la région Afar, à proximité du lac et du volcan du même nom. C'est le centre administratif du woreda Afdera. Elle est entièrement tournée vers l'exploitation du sel produit dans les marais salants voisins. Sur la route de l'Erta Ale et de son lac de lave, c'est aussi l'une des voies d'accès au désert Danakil. Afdera se trouve à une centaine de mètres sous le niveau de la mer.

## Une ville récente tournée vers le sel
La ville actuelle a été fondée à la fin des années 1990 en lien direct avec le développement de l'exploitation du sel. En 2010 elle ressemblait encore davantage à un camp de travail qu'à une ville, et n'avait alors ni eau courante ni électricité. À l'exception de la mosquée, de l'église et de quelques bâtiments administratifs, elle est alors presque entièrement constituée d'habitations inachevées faites de tôle et de bois. Une forte présence militaire, dans une région très proche de l'Érythrée, y est observée.

Maisons en tôle et en bois
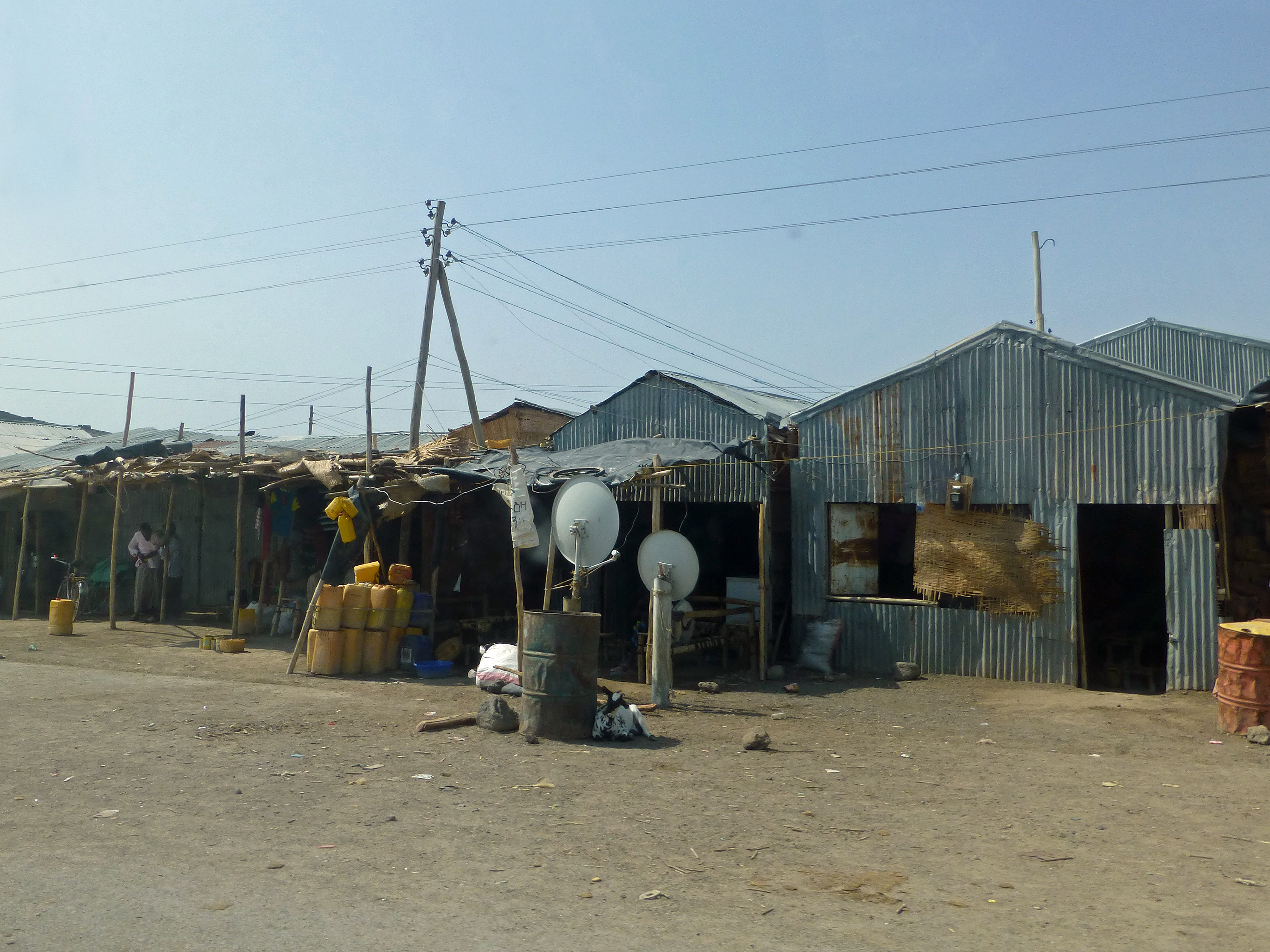
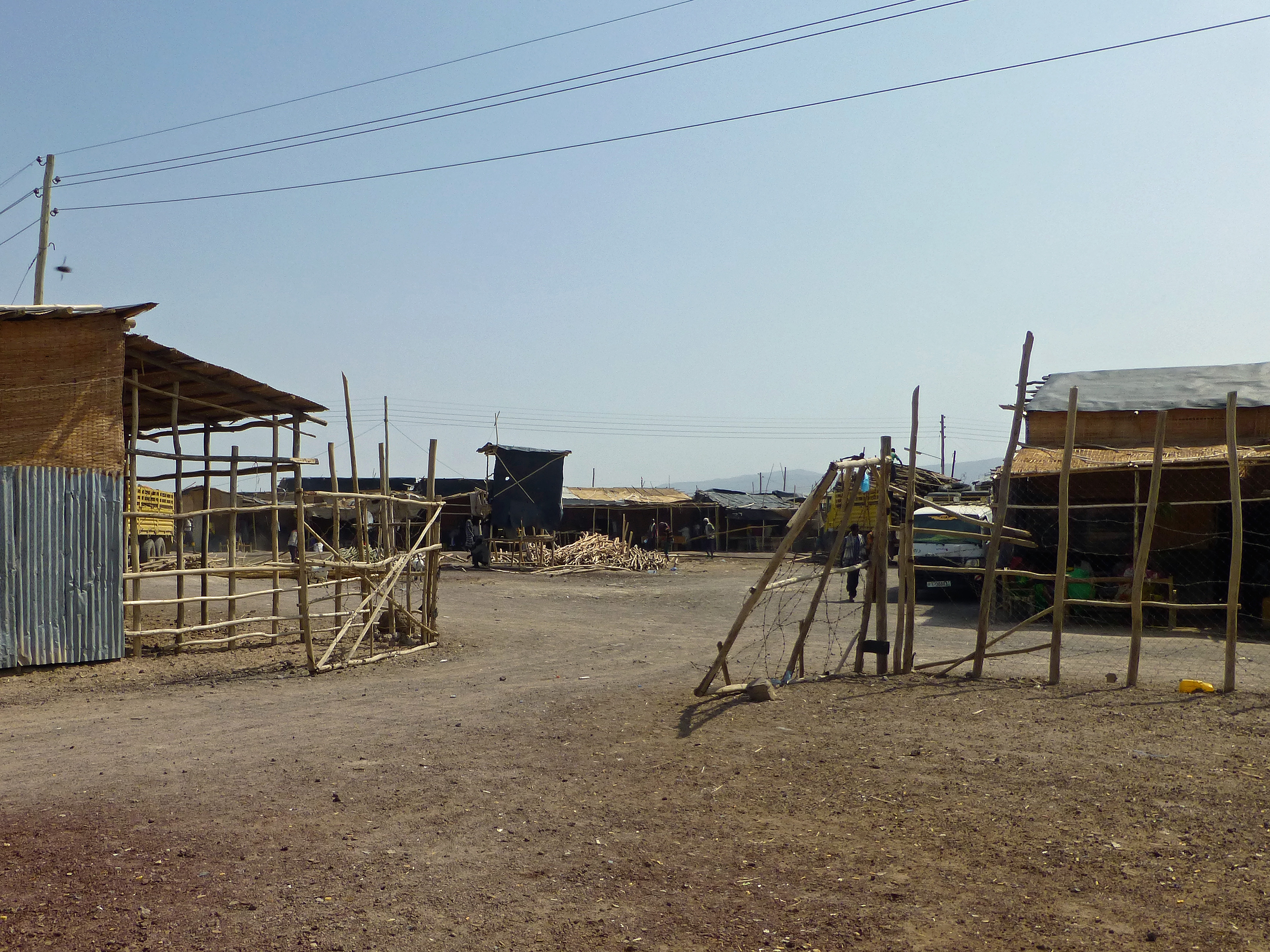
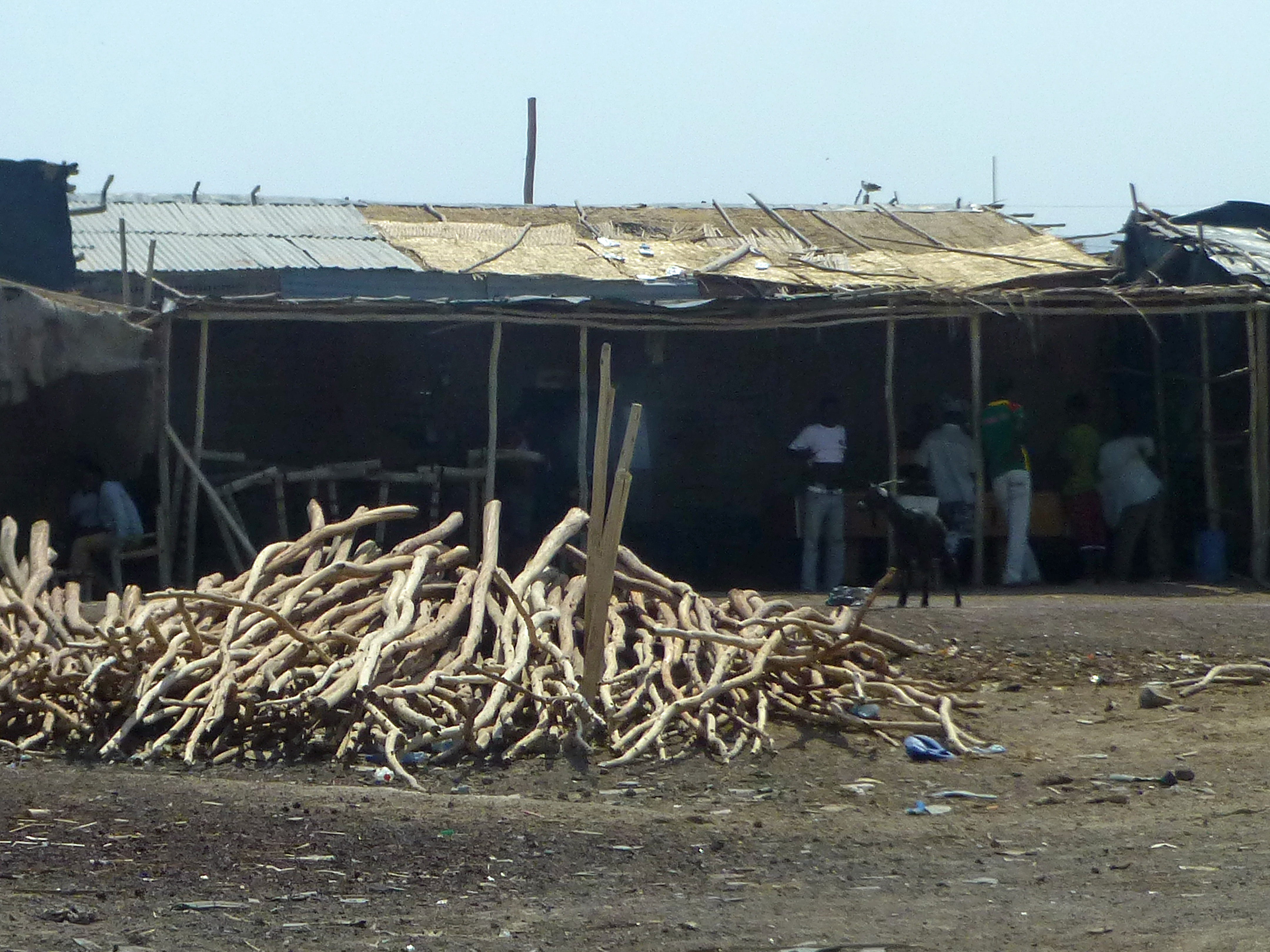